# Douglas Hartree
Douglas Hartree   (Cambridge, 27 de març de 1897 - Cambridge, 12 de febrer de 1958) fou un matemàtic i físic anglès principalment conegut pel desenvolupament d'anàlisi numèrica i la seva aplicació a les equacions de Hartree–Fok de física atòmica i la construcció d'un analitzador diferencial emprant Meccano.

## Honors i premis
- Fellow de la Royal Society, (1932)[3]
- La unitat d'energia Hartree és anomenada així en el seu nom.

## Llibres
- Hartree, D. R.. Calculating Instruments and Machines.  Urbana: University of Illinois Press, 1949.Urbana: Universitat de Premsa d'Illinois. (També Cambridge Premsa Universitària (1950))
- Hartree, D. R.. Numerical Analysis.  Oxford University Press, 1952.
- Hartree, D. R.. The calculation of Atomic Structures.  Nova York: Wiley & Sons, 1957.Nova York: Wiley & Fills.
- Hartree, D. R.. Calculating Machines: Recent and prospective developments and their impact on Mathematical Physics and Calculating Instruments and Machines. Vol. 6.  Cambridge, USA: MIT Press, 1984. Cambridge, EUA: Premsa del MIT.